# Herbrand Charles Alexander
Hon. Herbrand Charles Alexander DSO (* 28. November 1888; † 6. Mai 1965) war ein britischer Offizier, Reiter und Pferdezüchter. Er kämpfte im Ersten und im Zweiten Weltkrieg.

## Leben

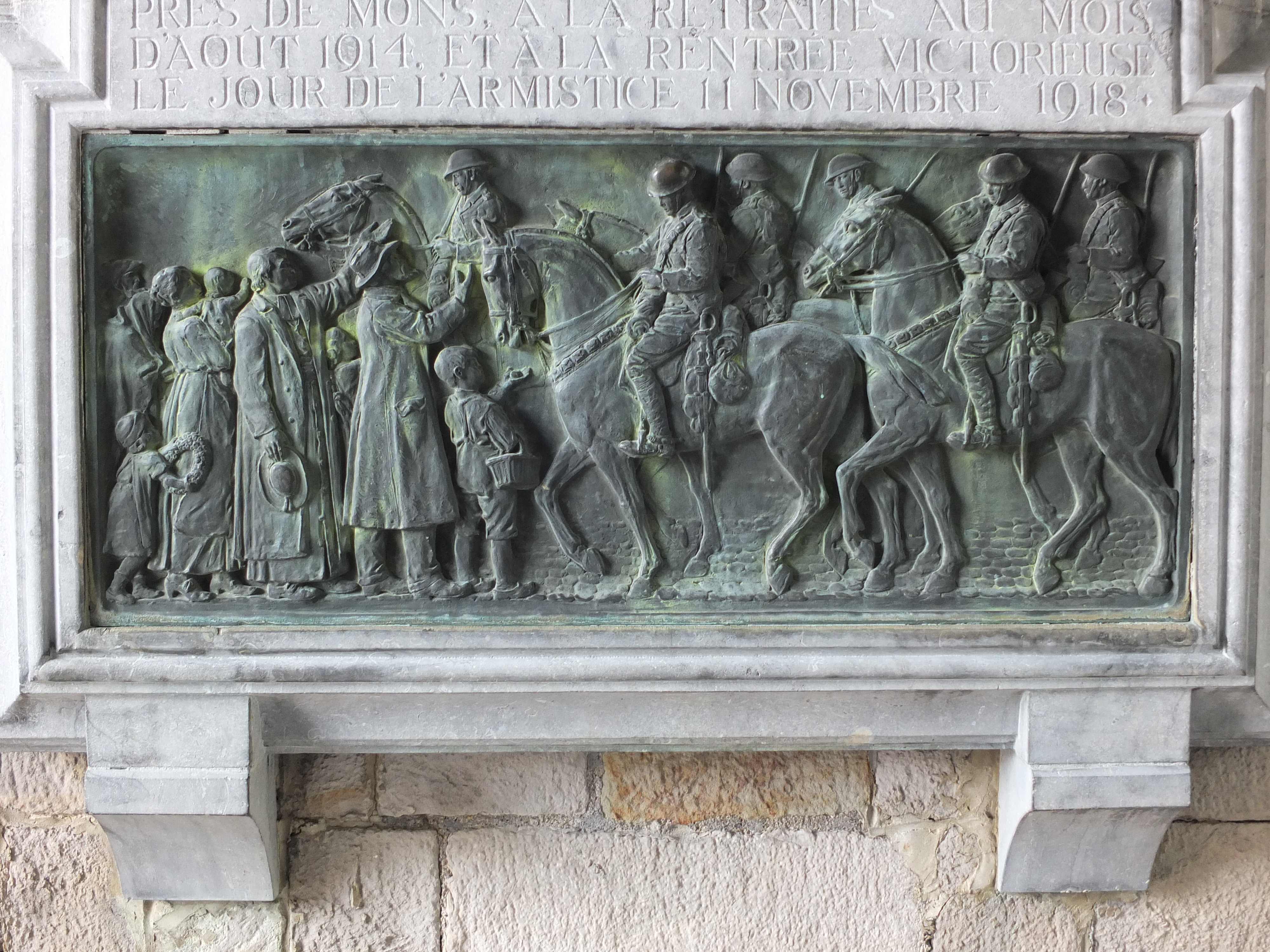
Skulptur im Rathaus von Mons zum Gedenken an die Befreiung der Stadt durch die 5th (Royal Irish) Lancers

Herbrand Charles Alexander war der zweite von vier Söhnen des James Alexander, 4. Earl of Caledon, aus dessen Ehe mit Lady Elizabeth Graham-Toler, Tochter des Hector Graham-Toler, 3. Earl of Norbury. Er war ein älterer Bruder von Feldmarschall Harold Alexander, 1. Earl Alexander of Tunis. Seine Kindheit verbrachte er auf dem elterlichen Schloss Caledon Castle im nordirischen County Tyrone. An der bekannten und angesehenen Harrow School bekam er seine Schulausbildung. Im Januar 1908 begann er seine Ausbildung an der Royal Military Academy Sandhurst und trat danach am 27. Januar 1909 als Second Lieutenant der 5th (Royal Irish) Lancers in die British Army ein. Am 1. März 1910 wurde er zum Lieutenant befördert. 1912 gewann er, als Reiter, den Kildare Hunt Cup. Für die Teilnahme an diesem Rennen verzichtete er auf das Ticket für die Jungfernfahrt der Titanic, welches für ihn gebucht war.
Während des „Curragh-Vorfalls“ bot er, gemeinsam mit Hubert Gough, am  20. März 1914, seinen Rücktritt an wenn sein Regiment nach Ulster verlegt werden sollte, falls es dort zu Unruhen kommen sollte. Dieser Vorfall ist bemerkenswert, da es eine der wenigen Situationen seit dem englischen Bürgerkrieg war, bei der Elemente des britischen Militärs offen in die Politik eingegriffen.
Herbrand Charles Alexander kämpfte mit den 5th (Royal Irish) Lancers im Ersten Weltkrieg und wurde drei Mal lobend erwähnt (mentioned in dispatches). Er kämpfte in der Schlacht bei Mons. In der Schlacht bei St. Quentin führte er am 28. August 1914 eine Patrouille nach Remigny um Aufklärungsaufgaben auszuführen. Dabei wurde er, durch die Zerstörung der Brücken, von den eigenen Linien abgeschnitten. Boten wurden geschickt, um Alexander zu informieren, dass er in Gefahr sei, umzingelt zu werden. Er schaffte es, seine Männer erfolgreich zurück zu den eigenen Linien zu führen und einer Gefangennahme zu entgehen, obwohl er von Ulanen umgeben war. Am 1. Januar 1915 wurde er mit dem Distinguished Service Order für „exceedingly good work in action and in reconnaissance, since the commencement of the war“ ausgezeichnet. Er kämpfte in der Schlacht von Cambrai. Am 25. Juni 1918 wurde er zum Captain befördert. Am Morgen des 11. November 1918 führte er die 5th Royal Irish Lancers bei der Rückeroberung von Mons und wurde nur knapp von einer Granate verfehlt, die eine Stunde vor dem Waffenstillstand, in seiner Nähe explodierte. Gleichzeitig kam George Edwin Ellison von den 5th (Royal Irish) Lancers ums Leben. Er war der letzte britische Soldat, der im Ersten Weltkrieg fiel.
Herbrand Charles Alexander wurde 1922 irischer Meister. Im selben Jahr bekam er eine Lizenz als Trainer und trainierte einige bekannte Jockeys.
Herbrand Charles Alexander nahm in verschiedenen Verwendungen am Zweiten Weltkrieg teil. Unter anderem war er Adjutant des norwegischen Königs Haakon VII. Dieser war nach der Besetzung Norwegens durch die deutsche Wehrmacht im Jahr 1940 ins Exil nach England gegangen und avancierte dort zum Symbol des nationalen Widerstands gegen die deutsche Besatzung. 1941 wurde Herbrand Charles Alexander Temporary Lieutenant-Colonel der Australian Imperial Force. Am 14. März 1945 wurde er Lieutenant-Colonel des Royal Armoured Corps.
Herbrand Charles Alexander heiratete 1919 Millicent Meredyth, die einzige Tochter von Sir Henry Meredyth, 5. Baronet. Aus der Ehe stammt der Sohn Denis. Dieser wurde der sechste Earl of Caledon, als Eric Alexander, 5. Earl of Caledon, der ältere Bruder Herbrands, 1968 kinderlos starb. Die Ehe mit Millicent wurde 1927 geschieden. In zweiter Ehe heiratete Herbrand Alexander 1937 Ada Kate Bellew, die Enkelin von Edward Bellew, 2. Baron Bellew.
Als Pferdezüchter war Alexander sehr erfolgreich. Seiner Züchtung entstammt der Hengst Windy City, welcher 1951, mit einer Bewertung von 142, das bis dahin zweithöchsteingestufte Pferd des „Timeform Ratings“ wurde. Bis heute wurden nur sechs Pferde höher eingestuft.
Seine Erfolge als Reiter brachten ihm den Spitznamen „Firebrand“ ein. Unter diesem Titel schrieb seine Urenkelin Lady Jane Alexander seine Memoiren Firebrand, The Life and Times of Herbrand Alexander.